# 鶴丸駅
鶴丸駅（つるまるえき）は、鹿児島県姶良郡湧水町鶴丸にある、九州旅客鉄道（JR九州）吉都線の駅である。

## 歴史
1912年（大正元年）10月1日、宮崎線の吉松駅から小林町駅（現在の小林駅）までが開通を見るが、当初この駅は設けられていなかった。博多方面からの鉄道網と宮崎を結ぶ幹線であったこの路線は宮崎本線をへて日豊本線の一部とされるが、現在の日豊本線が全通すると一支線である吉都線に格下げとなった。当駅が開業したのは路線が吉都線となってからの、1958年（昭和33年）2月1日のことであった。

### 年表
- 1958年（昭和33年）2月1日：国鉄吉都線の吉松 - 京町（現・京町温泉）間に新しく開業[1]。
- 1987年（昭和62年）4月1日：国鉄分割民営化により、九州旅客鉄道の駅となる[1]。

## 駅構造
単式ホーム1面1線を有する地上駅。ほぼ南西から北東に走る線路の北西側にホームが設けられている。無人駅で駅舎は無いが、ホーム上にブロック積みの待合所が設置されている。

## 利用状況
- 2013年度の1日平均乗車人員は7人である。

| 年度 | 1日平均 乗車人員 | 1日平均 乗降人員 |
| ---- | ---------------- | ---------------- |
| 2007 | 6                | 8                |
| 2008 | 6                | 9                |
| 2009 | 6                | 13               |
| 2010 | 6                | 10               |
| 2011 | 7                | 10               |
| 2012 | 7                | 13               |
| 2013 | 7                | 13               |

## 駅周辺
吉都線では吉松駅とともにただ二つ鹿児島県内にある駅となる。駅の北東1 km未満のところを宮崎県との県境が走っており、これを超えると同県えびの市である。駅前には鶴丸温泉がある。国道268号は駅の西300メートルほどのところを南北に走っている。

## 隣の駅
九州旅客鉄道（JR九州）
■吉都線
吉松駅 - 鶴丸駅 - 京町温泉駅